# Kreisgericht Labiau

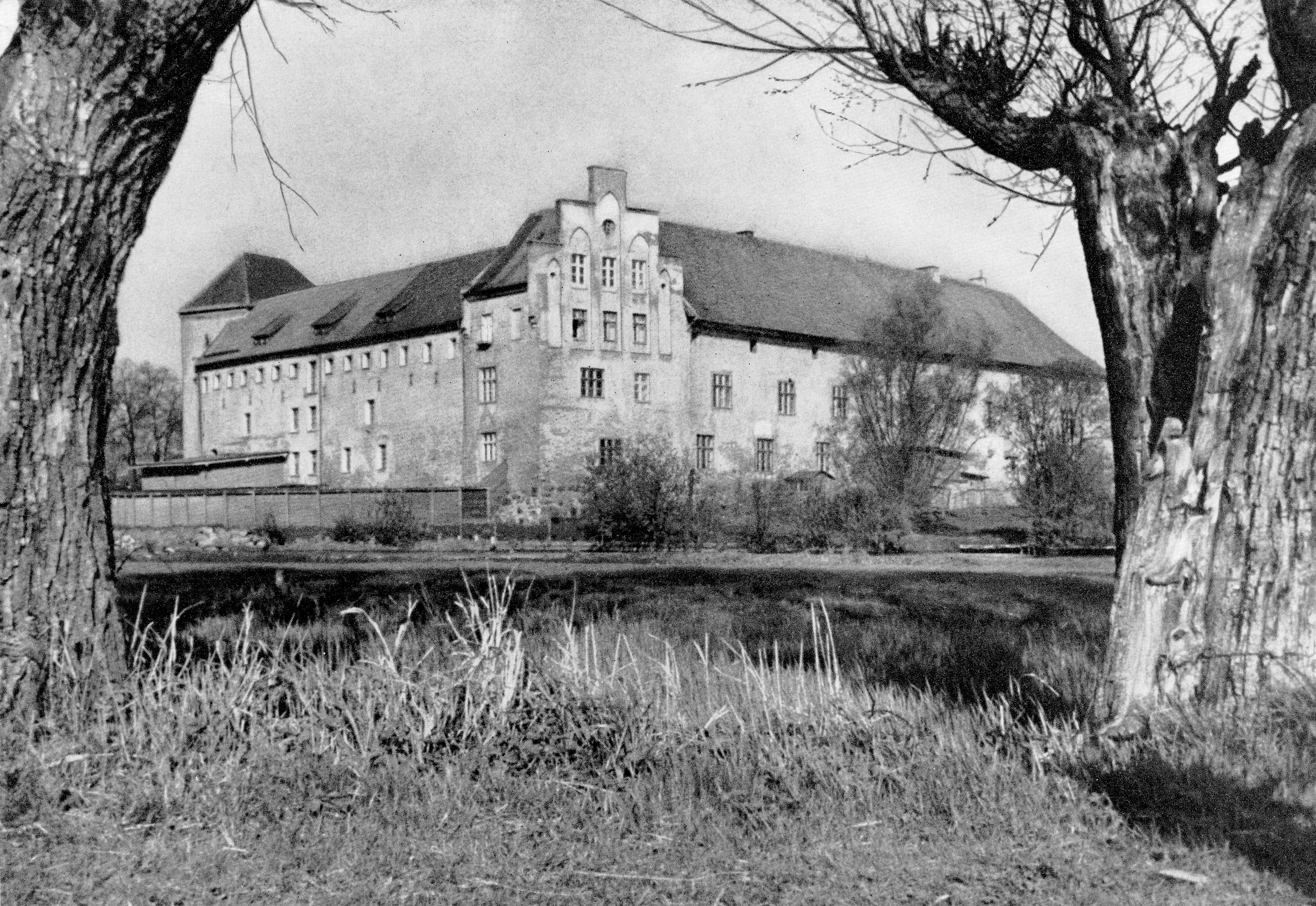
Burg Labiau, Sitz des Gerichtes

Das Kreisgericht Labiau war ein preußisches Kreisgericht in der damaligen Provinz Preußen mit Sitz in der Stadt Labiau.

## Geschichte
In Bezirk des Kreisgerichts Labiau bestanden bis 1849 das königliche Land- und Stadtgericht Labiau sowie viele Patrimonialgerichte.
1849 wurden in Preußen einheitlich Kreisgerichte geschaffen. Hierbei wurde die Patrimonialgerichtsbarkeit abgeschafft und die Patrimonialgerichte wurden aufgehoben. Auch die eingangs genannten Gerichte wurden aufgehoben und es entstand das Königliche Kreisgericht Labiau im Sprengel des Ostpreußischen Tribunals zu Königsberg. Es war für den Landkreis Labiau zuständig.
Schwurgerichtssachen wurden am Kreisgericht Wehlau verhandelt. Am Gericht waren 1870 ein Direktor und neun Kreisrichter eingesetzt. 1870 betrug die Zahl der Gerichtseingesessenen 50.467. Eine Gerichtsdeputation wurde in Mehlauken eingerichtet. Das Gericht hatte seinen Sitz in der Burg Labiau.
Im Rahmen der Reichsjustizgesetze wurde das Gerichtswesen in Deutschland 1879 vereinheitlicht. Damit wurde das Kreisgericht Labiau aufgehoben und das königlich preußische Amtsgericht Labiau mit Wirkung zum 1. Oktober 1879 als eines von zehn Amtsgerichten im Bezirk des Landgerichtes Königsberg als Nachfolger gebildet.